# 總主教

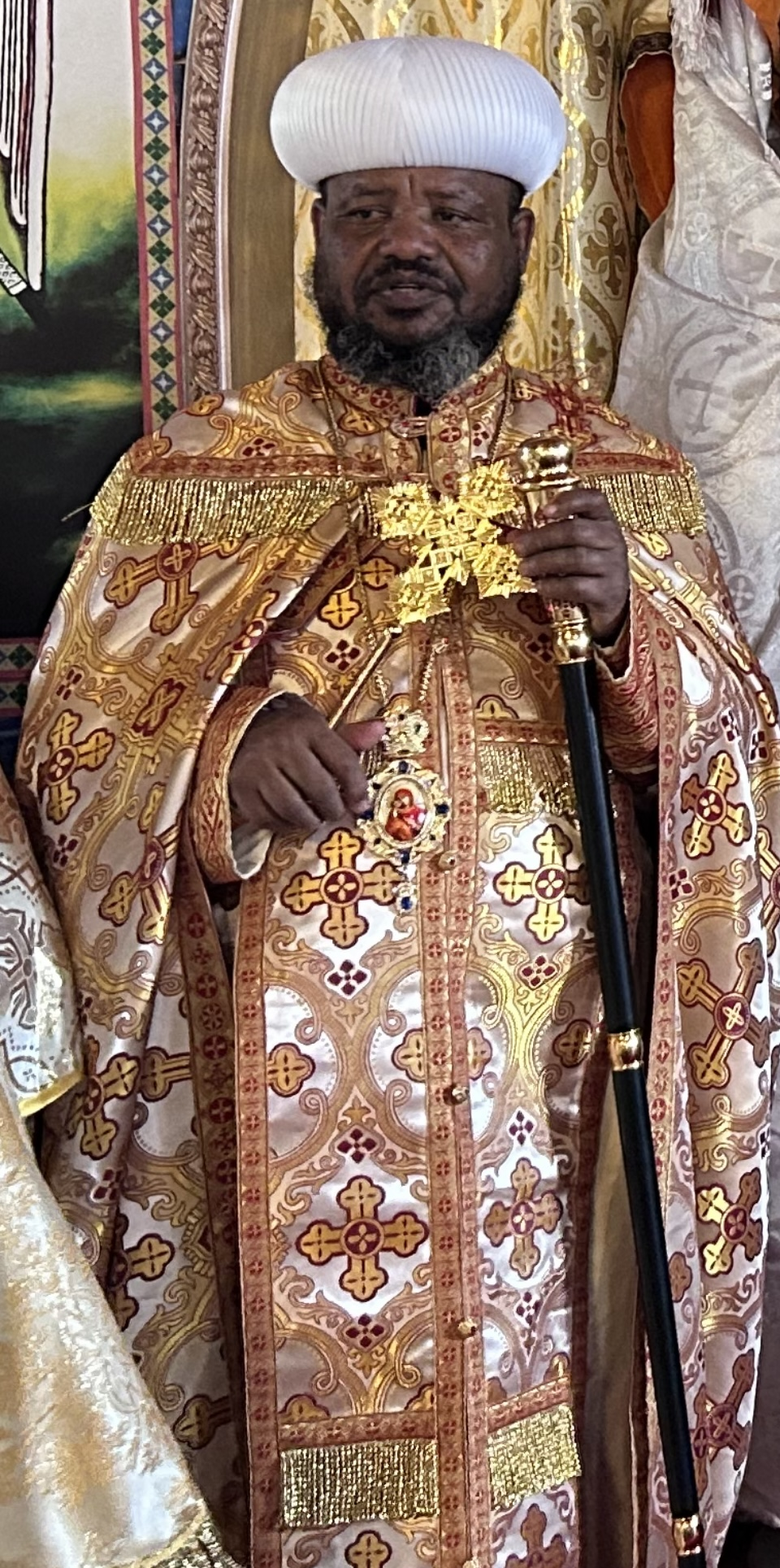
埃塞正统教会加西總主教亚伯拉罕

总主教（英語：archbishop），也翻譯為大主教，是基督教传统教会的一种高階聖職人員，根据天主教及聖公會的制度，数个教区组成一个教省，其中會設有一個總教區，總教區的正權主教則稱為總主教；而教省總主教在省属教区中有某些权限。通常兼任省屬教區主教組成的主教團團長。不過這一職銜在聖秩聖事三階級的分類上和一般的主教是同等的。頭銜簡稱為『abp.』

## 语源
英语和其他西欧语言的单词 archbishop (/ˌɑːrtʃˈbɪʃəp/) 来自于拉丁语archiepiscopus，它最早来自希腊语 , 该词由三部分组成 -, 意为“主要的” , '之上',  , '座、管辖'.

## 教省總主教
在早期的天主教受到羅馬帝國的行省制度影響，行省都會的教區主教因為所轄教區在該地區的中心性，往往會成為該地區主教們的領袖，因此延伸出都主教（Metropolitan）這個職位，獲得教會法賦予特殊職責。而當時有德望的主教常常被尊稱為Archbishop。由於這兩種主教稱呼的性質相近，以至於這兩種職銜逐漸合而為一，教省總主教（Metropolitan archbishop）所轄的教區跟著被稱為Archdiocese。
《天主教法典》第436条規範了教省總主教在所轄教省所屬教區中的監督，以及在所轄教省內的教區主教出缺時選任署理等職權，東儀天主教則另將教省總主教的職責規範在東儀天主教會法典157條。
教省總主教對於教省所屬的其它教區並無監督以外的管轄權。不過除了主教座堂需通知該教區主教外，教區總主教能夠在教省內各天主教教堂內舉行聖禮。

## 非教省的總主教
有77個總教區並無自己的附屬教區，這些總教區大多是因為當教區本身所擁有的歷史因素使之獲得總教區頭銜，或是受到行政區域影響，一個國家國土面積過小而無法涵蓋多個教區形成教省，此單一教區則會被給予總教區的頭銜，如盧森堡總教區。
部分總教區本身就是一個教省總教區的附屬教區。如艾克斯總教區就是從屬於馬賽總教區。其他的非教省首都的總教區則直屬於聖座，但他們與鄰近的教省依然會保持合作的關係。

## 領銜總主教
一些擔任教廷部會首長或外交使節的的神職人員，會自一些因取消或改組易名而不再存在的教區名稱中選一個作為其所轄總教區，此主教銜並未對該地區有正式的牧職，稱為領銜總主教，如香港籍神父韓大輝接任教廷萬民福音部秘書長一職後，同時被授予錫拉總教區的領銜總主教一職。而一名自總主教職務上榮休的總主教則以他原先所管理的總教區作為領銜。
此外一個總教區的助理主教或稱助理總主教也可被視為一個領銜總主教，因為他並非一個實際統領一個教區。如同其他助理主教，總教區的助理主教亦有在現任總主教榮休或辭世而真除總主教的權利。

## 個人加銜
有些非總教區的正權主教，由於個人貢獻而由教宗特別給予總主教頭銜，如台灣高雄教區的劉振忠總主教，這類型的總主教銜為「個人加銜」（archbishop ad personam）所以不會由下一任的教區主教繼承。

## 總主教的象徵符號

羅馬天主教的總主教牧徽常用格式，可以看到雙槓十字架和左右各四層十穗的帽穗

### 披帶
教省總主教必須向教宗取得披帶以作為在教省內的職權表徵以及象徵世界各地天主教教會的合一，此外總主教披帶只能在他所管轄的教省內舉行儀式時配掛，在其他教省則不能使用。由於披帶為教省總主教職的象徵，因此總主教的牧徽上往往會加上披帶的符號。不過不是所有的教省總主教都有在牧徽上加上披肩圖像。
至於非教省的總主教和領銜總主教並未實際管理一個總教區，因此也不會領取總主教披帶。

### 雙槓十字架
總主教習慣上會在牧徽的盾徽上方加上一個雙槓的十字架，有別於一般主教的單槓拉丁十字。

### 穗帶
總主教牧徽上的帽穗左右各十個，以1-2-3-4的序列排成四行。